# Swizz Music Television
Swizz Music Television était une chaîne musicale émettant en suisse-allemand, principalement des clips mais également des émissions produites par elle-même.

## Histoire
D’abord dénommée SwissHits, puis Swizz Music Television, cette télévision est la première chaîne de télévision musicale en Suisse.
Le 6 septembre 1999 à 16h, Swizz émet sa première émission. La chaîne désire cibler un public entre 15-29 ans.
- 10.05.2000, le Conseil Fédéral permettait à Viva Fernsehen GmbH d'entrer dans le capital en achetant 44 % des actions[2]. La chaîne change de nom et s'appelle Viva-Swizz.

- 15.01.2003, le Groupe VIVA Fernsehen GmbH racheta à 47 % les actions de Swizz et détint ainsi 97 % du capital de la station. La chaîne est rebaptisée Viva Schweiz.

## Concept
La chaîne était basée sur le même concept que MTV et Viva en Allemagne. La totalité des émissions produites par la chaîne étaient en langue suisse allemande. La chaîne devait également, de par sa concession, diffuser une large proportion de clips d'artistes suisses.

## Logos de la chaîne à travers le changement de nom

Logo de Swizz Music Television (1999 à 2000)
Logo de Viva-Swizz (2000 à 2002)